# The Royals (serie televisiva)
The Royals è una serie televisiva statunitense e britannica di genere drammatico creata da Mark Schwahn, trasmessa per quattro stagioni dal 2015 al 2018 sul canale via cavo E!.

## Trama
Un'immaginaria famiglia reale della Londra moderna vive un mondo di opulenza e tradizione regale, pronta a soddisfare qualsiasi tipo di desiderio. Ognuno di questi però ha un prezzo da pagare dovuto al dovere, al destino e al forte controllo pubblico a cui è sottoposta. 
Helena è la matriarca di questa famiglia reale e deve lottare con due tipi di drammi familiari, quelli comuni e quelli atipici, sempre sotto l'occhio vigile del pubblico. La regina farà di tutto per proteggere l'immagine della sua famiglia, la quale vive in un mondo in cui il potere è tutto, dove non esistono limiti e dove la fiducia è un lusso che nessuno può permettersi.

## Episodi
La prima stagione della serie viene trasmessa in prima visione assoluta sul canale E! dal 15 marzo 2015, la seconda è iniziata il 15 novembre 2015.
In Italia la serie va in onda su Fox Life dal 21 aprile 2015, mentre la seconda è stata interamente pubblicata su TIMvision il 3 febbraio 2016.
È trasmessa in chiaro da Rai4 dal 19 aprile 2016.
| Stagione         | Episodi | Prima TV USA | Prima TV Italia |
| ---------------- | ------- | ------------ | --------------- |
| Prima stagione   | 10      | 2015         | 2015            |
| Seconda stagione | 10      | 2015-2016    | 2016            |
| Terza stagione   | 10      | 2016-2017    | 2017            |
| Quarta stagione  | 10      | 2018         | 2018            |

## Personaggi e interpreti

### Personaggi principali
- Regina Helena Henstridge (stagioni 1-4), interpretata da Elizabeth Hurley, doppiata da Roberta Pellini.
È la regina d'Inghilterra nelle prime due stagioni e regina madre dalla terza stagione in poi, una donna promiscua, viziata, fredda, egoista e che farebbe di tutto per ottenere quello che vuole e non perdere le sue ricchezze. Tradisce spesso il marito con molti uomini tra cui Jasper (solo per fare un dispetto alla figlia). In realtà, a suo modo, ama davvero i propri figli.
- Re Simon Henstridge (stagione 1, ricorrente stagione 2, guest stagioni 3-4), interpretato da Vincent Regan, doppiato da Stefano Benassi.
Il Re d'Inghilterra, forse la persona più saggia della famiglia, oltre che l'unica a non essersi montata la testa per via dei soldi (oltre che evidentemente inferiore rispetto alla moglie) e per questo motivo decide di approvare un referendum per abolire la monarchia. Pur volendo bene a tutti i suoi figli, è sempre stato Liam il suo preferito. Nell'ottavo episodio viene accoltellato dal capo della sua sicurezza, Ted, morendo alla fine dell'ultimo episodio della stagione. La notte dell'aggressione doveva incontrarsi con Liam.
- Principe Liam Henstridge (stagioni 1-4), interpretato da William Moseley, doppiato da Flavio Aquilone.
Giovane donnaiolo, ricco e viziato, che dopo la morte del fratello ed essere diventato l'erede al trono decide mettersi in riga e prepararsi ad essere il Re. Conquista il cuore del popolo inglese in più occasioni.
- Principessa Eleanor Henstridge (stagioni 1-4), interpretata da Alexandra Park, doppiata da Valentina Mari.
È una ragazza vivace, bisessuale, promiscua, trasgressiva e irrispettosa delle regole, con problemi evidenti di droga e alcol, ciò però è dovuto alla sua scarsa autostima. Prova disprezzo per la madre, ma in fondo vuole molto bene a lei, a Liam e al padre. Ha un relazione complicata con la guardia del corpo Jasper.
- Jasper Frost (stagioni 1-4), interpretato da Tom Austen, doppiato da Marco Vivio.
È la nuova guardia di Eleanor, con la quale nascerà una storia d’amore. È una persona molto privata, con un oscuro passato, suo padre infatti è un delinquente. Lui e Liam sono molto amici, e Jasper è sempre pronto ad aiutarlo.
- Principe Cyrus Henstridge (stagioni 1-4), interpretato da Jake Maskall, doppiato da Francesco Bulckaen.
È il fratello di Simon, una persona spregevole e estremamente viziosa, con tendenze bisessuali, desideroso di salire al trono. Per questo motivo è in combutta con Helena. Quando il fratello viene ferito e Liam viene incoronato, Cyrus rivela che Liam ed Eleanor non sono figli di Simon, falsificando dei test del DNA e spedendo il medico che ha fatto il test lontano. Ha due figlie gemelle (avute dalla sua ex moglie Veruca Popperwell), Penelope e Maribel, viziate e zitelle.
- Ted Pryce (stagioni 1-2), interpretato da Oliver Milburn, doppiato da Alessio Cigliano.
È il capo della sicurezza del palazzo e padre di Ophelia. Sua moglie è morta in circostanze non precisate ma si evince che c'entri la famiglia reale. Ucciderà Re Simon, e quando Liam lo maschererà davanti a tutti, verrà ucciso da una folla inferocita.
- Ophelia Pryce (stagione 1, guest stagione 2), interpretata da Merritt Patterson, doppiata da Valentina Favazza.
È una ragazza che sogna di fare la ballerina, figlia del capo della sicurezza del palazzo reale. Avrà una relazione con Liam, che poi lui decide di interrompere; quando però Liam deciderà di tornare con lei, andrà da Ophelia che ora vive a New York, lei però ora ha un altro ragazzo e non vuole più far parte del mondo dell'aristocrazia. Dopo la morte di suo padre sparirà dalla circolazione, probabilmente non riuscendo a sopportare l'umiliazione di avere per padre un assassino, inoltre Liam aveva provato a contattarla, ma inutilmente.
- Regina Wilhelmina "Willow" Henstridge, nata Moreno (stagioni 3-4, ricorrente stagione 2), interpretata da Genevieve Gaunt, doppiata da Eleonora Reti.
Amica di Liam ed esperta di social network, è infatuata di lui anche se il principe la vede solo come un'amica. Helena la assumerà per lavorare alle sue dipendenze. Onesta, leale e di buon cuore, godrà dell’ammirazione e amore di Re Robert, il fratello di Liam, di cui finirà per innamorarsi a sua volta e che sposerà alla fine della quarta stagione, divenendo regina.
- Re Robert Henstridge (stagioni 3-4), interpretato da Max Brown, doppiato da Fabrizio Manfredi.
Primogenito di Simon ed Helena, militare dell'esercito reale creduto morto in una missione ma in realtà sopravvissuto e sperduto su un'isola deserta. Ritornato in società si riprenderà la corona diventando Re. In apparenza sembra una brava persona anche grazie al suo carisma, ma è stato inteso più volte che prova invidia nei confronti di Liam (anche se la cosa è reciproca, Liam ha sempre voluto essere come Robert) che godeva di una più profonda stima da parte di Simon, il loro padre; quest’ultimo non ha mai ritenuto Robert capace di essere un buon Re. Alla fine della quarta stagione però, Simon stesso gli fa capire che se cambierà il suo cuore, potrà avere sia la corona, che l’amore. Col tempo, si innamora di Willow e la sposa, facendone la sua regina.

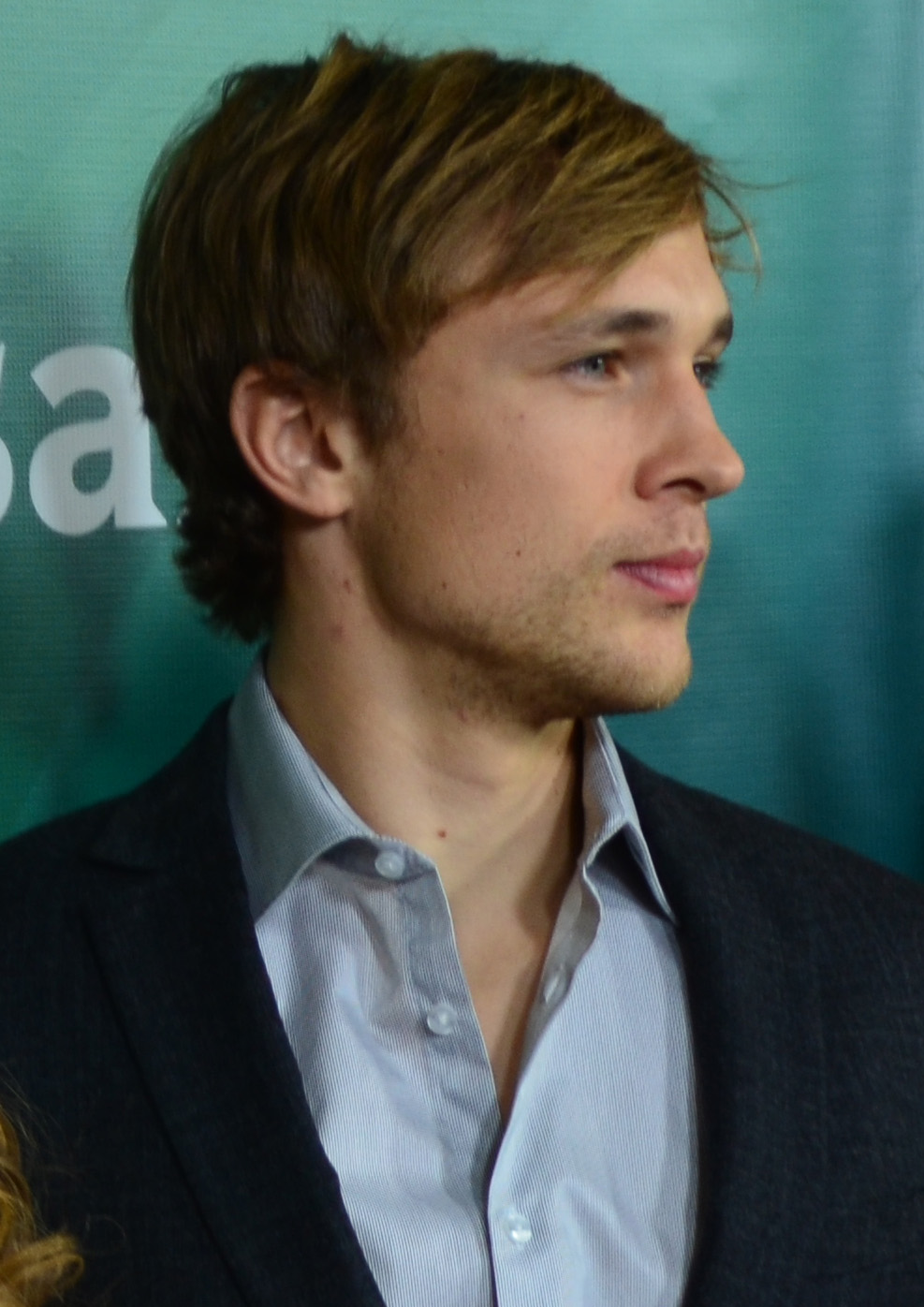
William Moseley interpreta Liam Henstridge
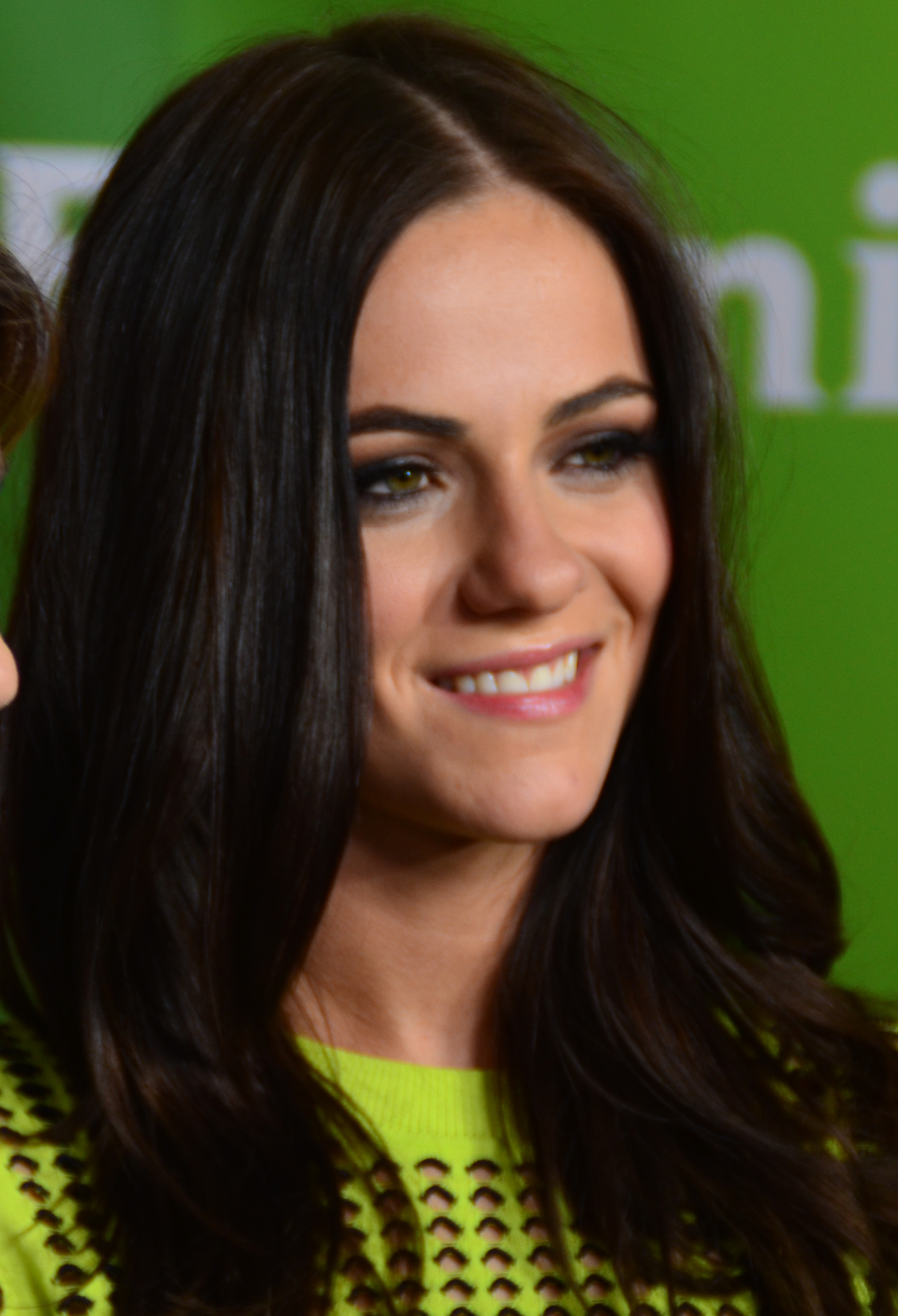
Alexandra Park interpreta Eleanor Henstridge
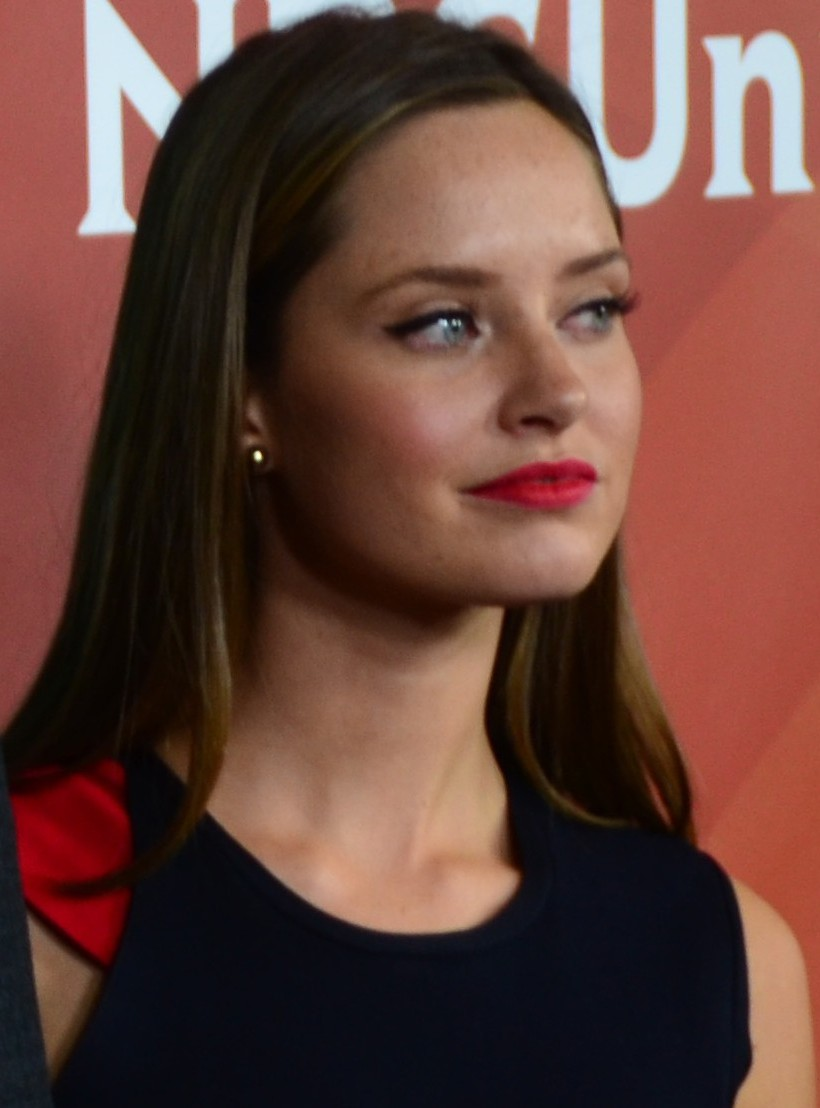
Merritt Patterson interpreta Ophelia Pryce
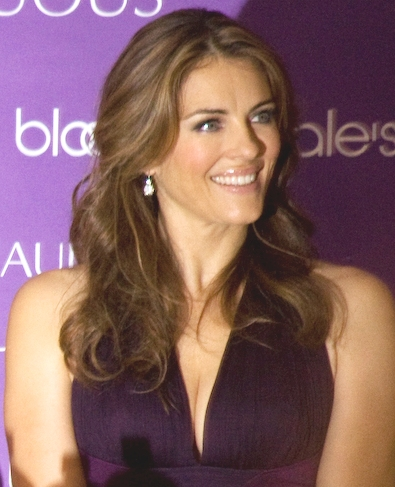
Elizabeth Hurley interpreta Helena Henstridge

### Personaggi secondari
- Granduchessa Alexandra di Oxford (guest stagione 1; stagioni 2, 4), interpretata da Joan Collins, doppiata da Maria Pia Di Meo.
- Principessa Penelope Henstridge (stagioni 1-2), interpretata da Lydia Rose Bewley, doppiata da Gemma Donati.
- Principessa Maribel Henstridge (stagioni 1-2), interpretata da Hatty Preston (stagione 1) e Jerry-Jane Pears (stagione 2), doppiata da Ughetta d'Onorascenzo.
- Rachel (stagioni 1-4), interpretata da Victoria Ekanoye, doppiata da Alessandra Cassioli.
- Ashok (stagioni 1-2), interpretato da Manpreet Bachu, doppiato da Paolo Vivio.
- Prudence (stagioni 1-2), interpretata da Poppy Corby-Tuech, doppiata da Emanuela Damasio.
- Lucius (stagioni 1-2), interpretato da Andrew Bicknell, doppiato da Gerolamo Alchieri.
- James Holloway (stagioni 1-2), interpretato da Scott Maslen, doppiato da Andrea Lavagnino.
- Nigel Moorefield (stagione 1-2), interpretato da Simon Thomas.
- Lord Twysden "Beck" Beckwith II (guest stagione 1, 3; stagione 2), interpretato da Andrew Cooper, doppiato da Andrea Mete.
- Imogen (guest stagione 1, stagione 2), interpretata da Leanne Joyce.
- Nick Roane (stagione 1, guest stagione 2), interpretato da Tom Ainsley, doppiato da David Chevalier.
- Alistair Lacey (stagione 1, guest stagione 2), interpretata da Noah Huntley, doppiato da Christian Iansante.
- Gemma Kensington (stagione 1), interpretata da Sophie Colquhoun, doppiata da Francesca Manicone.
- Marcus Jeffrys (stagione 1), interpretato da Ukweli Roach, doppiato da Massimo Triggiani.
- Cale (stagione 1), interpretato da Mario Babic.
- Principe Robert (stagione 1), interpretato da Jaz Martin.
- Dominique (stagione 1), interpretata da Georgina Beedle, doppiata da Letizia Ciampa.
- Tiara (stagione 1), interpretato da Poppy Delevingne.
- Jasmine Gomez (stagione 1), interpretato da Adele Armas.
- Brandon Boone (stagione 1, guest stagioni 2-4), interpretato da Thomas Christian, doppiato da Davide Perino
- James Hill (stagioni 2-4), interpretato da Rocky Marshall, doppiato da Fabrizio Pucci.
- Jeffrey Stewart (stagione 2, guest stagione 3), interpretato da Matthew Wolf.
- Rani (stagione 2), interpretata da Laila Rouass, doppiata da Stella Musy.
- Daphne Pryce (stagione 2), interpretata da Stephanie Vogt.
- Cale (stagione 2), interpretato da Marlon Blue.
- Mandy/Samantha Cook (stagione 2), interpretata da Sarah Dumont, doppiata da Chiara Gioncardi.
- Holden Avery (stagione 2), interpretato da Ben Cura, doppiato da Davide Albano.
- Violet (stagione 2), interpretata da Keeley Hazell, doppiata da Letizia Scifoni.
- Ivan Avery (stagione 2), interpretato da Alex Felton, doppiato da Emanuele Ruzza.
- Kathryn Davis (stagioni 3-4), interpretata da Christina Wolfe, doppiata da Domitilla D'Amico.
- Jaack Parker (stagione 3), interpretato da Doug Allen, doppiato da Francesco Prando.
- Spencer Hoenigsberg (stagione 3), interpretato da Jules Knight, doppiato da Raffaele Carpentieri.
- Sara Alice Hill (stagione 3, guest stagione 4), interpretata da Miley Locke.
- Charles Madden (stagione 3), interpretato da Tom Forbes.
- Hansel von Liechtenstein (stagione 3), interpretato da Damian Hurley.
- Veruca Popperwell, Duchessa di Essex (stagione 3), interpretato da Aoife McMahon.
- Principe Sebastian Idrisi (stagioni 3-in corso), interpretato da Toby Sandeman, doppiato da Gianfranco Miranda.
- Harper (stagione 3), interpretato da Margo Stilley.
- Hansel von Liechtenstein (guest stagioni 3-4), interpretato da Damian Hurley.
- Colin Yorke (stagioni 4), interpretato da Andrew Steele.
- Cassandra Von Halen (stagioni 4), interpretato da Emily Barber, doppiata da Ilaria Latini.
- Earl Frost / Conte Bellagio (stagioni 4), interpretato da Richard Brake, doppiato da Roberto Draghetti.

## Produzione
Nel marzo 2014, E! ordina The Royals per una stagione prevista per la primavera dell'anno successivo. A gennaio 2015, due mesi prima che la serie debuttasse in tv, venne rinnovata per una seconda stagione, che verrà trasmessa dal 15 novembre.
Il 5 gennaio 2016 viene rinnovata anche per la terza stagione, mentre il 16 febbraio 2017, per una quarta stagione.
The Royals è il primo sceneggiato originale del canale via cavo E!, liberamente ispirato al romanzo Falling for Hamlet di Michelle Ray. Creato da Mark Schwahn, meglio conosciuto come l'ideatore di One Tree Hill, il family drama è stato girato a Londra. Il palazzo reale della famiglia Henstridge corrisponde nella realtà a Blenheim Palace, una monumentale residenza di campagna situata a Woodstock, nella contea dell'Oxfordshire.

### Casting
A settembre 2013, a Elizabeth Hurley è stato affidato il ruolo principale della regina Helena; dopo di lei, vengono ingaggiati William Moseley nel ruolo del principe Liam, Alexandra Park nel ruolo della principessa Eleanor e Merritt Patterson per interpretare Ophelia, l'interesse amoroso di Liam. Per il ruolo di quest'ultima si era originariamente pensato a Haley Lu Richardson.